# Stèles funéraires antiques (Aimargues)
Les stèles funéraires antiques et un monument sépulcral de l'Antiquité sont situés à Aimargues, dans le département du Gard et la région Languedoc-Roussillon. Elles sont situées dans l'enceinte du cimetière d'Aimargues.
Ces stèles font l’objet d’une inscription au titre des monuments historiques depuis le 8 septembre 1978.